# Prix British Science Fiction de la meilleure fiction plus courte
Les prix British Science Fiction sont attribués chaque année pour les œuvres publiées pendant l'année calendaire précédente.
La catégorie de la meilleure fiction plus courte récompense des romans courts ou des nouvelles de fantasy et de science-fiction comptant de 10 000 à 40 000 mots (la catégorie de la meilleure fiction courte étant depuis 2023 dédiée aux fictions comptant moins de 10 000 mots).

## Palmarès
Les gagnants sont cités en premier, suivis par les autres œuvres nommées.

### Années 2020

#### 2023
And Put Away Childish Things par Adrian Tchaikovsky
- Broken Paradise par Eugen Bacon (en)
- I Am AI par Ai Jiang (en)
- Europa par Allen Stroud (en)
- Knotted Thorn par Kari Sperring

#### 2024
Saturation Point par Adrian Tchaikovsky
- Navigational Entanglements par Aliette de Bodard
- What Happened at the Pony Club par Fiona Moore (en)
- Charlie Says par Neil Williamson